# Колонка
Колонка (пољ. Kolonka) је село у Мазовском војводству, Радомски повјат. Од 1975. до 1998, село ја припадало бившем Радомском војводству.
За време Другог светског рата у шуми код Колонке деловала је герилска група „Армија Крајова“. Поручник Лонгин Дабковски и Станислав Сичек „Јелен“ преузели су команду над овом групом.
Од 1945. до 1975, село је припадало бившем војводству Кјелце, а од 1975. до 1998. бившем Радомском војводству.
У Колонки се налази стадион Народног спортског клуба „Jodla Jedlnia-Letnisko“ (од 1949).

### Галерија
- Станислав Сичек (1939-1945)